# Wibo (zeilboot)

Zeilteken van de Wibo

De Wibo is een klasse van stalen zeiljachten, variërend in lengte van 6 tot 13 meter. Het zijn ruime jachten, meestal met een multi-knikspant romp uit 3-4 mm staal, soms verzinkt ter voorkoming van roest. Tussen 1968 en 1987 werden verschillende types gebouwd.
Het oorspronkelijke lijnenplan van de Wibo werd getekend door Bouw van Wijk; latere versies zijn van de hand van scheepsontwerper E.G. van de Stadt.
De Wibo-serie werd gebouwd door de  Woubrugse Jachtwerf G. van Wijk en Zoon
en was een van de eerste seriematig gebouwde stalen kajuitzeiljachten.
Totaal zijn er circa 2200 Wibo-zeiljachten gebouwd.

## Overzicht van modellen
| Type       | Lengte (LOA; LWL) | Breedte          | diepgang         | Waterverplaatsing | Zeilopp. (Grootzeil + Genua) | Bouwjaar (van-tot) |
| ---------- | ----------------- | ---------------- | ---------------- | ----------------- | ---------------------------- | ------------------ |
| Wibo 730   | 7,3 m             | 2,25 m           | 0,98 m           | 2t                | 22 m²                        | 1970 - 1973        |
| Wibo 740   | 7,4 m; 6,3 m      | 2,25 m           | 1,05 m           | 2,2t              | 25,1 m²                      | 1973 - 1977        |
| Wibo 820   | 8,2 m; 6,4 m      | 2,74 m           | 1 m              | 3,5t              | 33,94 m²                     | 1973 - 1975        |
| Wibo 820AK | 8,2 m; 6,4 m      | 2,74 m           | 1,25 m           | 3,75t             | 38 m²                        | ?                  |
| Wibo 830   | 8,3 m; 6,4 m      | 2,6 m            | 1,05 m           | 3,8t              | 30,9 m²                      | 1970 - 1976        |
| Wibo 835   | 8,35 m            | 2,78 m           | 1 m              | 3,8t              | 33,94 m²                     | 1976 - 1987        |
| Wibo 850MS | 8,5 m             | 2,8 m            | 1,15 m           | 4,4t              | 30 m²                        | 1971 - 1977        |
| Wibo 930   | 9,3 m; 7,1 m      | 2,9 m            | 1,38 m           | 4,65t             | 44,28 m²                     | 1973 - 1985        |
| Wibo 945   | 9,45 m            | 2,94 m           | 1,38 m           | 4,75t             | 44,27 m²                     | 1977 - 1987        |
| Wibo 990   | 10,1 m            | 3,4 m            | 1,59 m           | 5,3t              | 65 m²                        | 1985 - 1987        |
| Wibo 1050  | 10,5 m            | 2,95 m           | 1,3 m            | 5,4t              | 43,09 m²                     | 1976 - 1983        |
| Wibo 1100  | 11 m              | 3,39 m           | 1,8 m            | 7,47t             | 58,8 m²                      | 1979 - 1987        |
| Wibo 1350  | 13,5 m            | 3,98 m           | 1,94 m           | 15,9t             | 104 m²                       | 1982 - 1986        |
| Wibo I     | 6,80 m /? / 0,90  | 6,80 m /? / 0,90 | 6,80 m /? / 0,90 | 6,80 m /? / 0,90  | 6,80 m /? / 0,90             | 1933 - ?           |
| Wibo II    | 7,15 m; 5,95 m    | 2,2 m            | 1,05 m           | 1,85t             | 24,1 m²                      | 1968 - 1969        |
| Wibo III   | 9,1 m; 7,42 m     | 3 m              | 1,15 m           | 5,5t              | 40,2 m²                      | 1972 ?             |
| Wibo IV    | 8,3 m             | 2,6 m            | 1,05 m           | 3,5t              | 26 m²                        | 1968 - 1969        |
| Wibo V     | 6,3 m             | 2,1 m            | 0,8 m            | 0,78t             | 15,2 m²                      | 1968 - 1969        |